# Emma Wanda von Arbter
Emma Wanda von Arbter (* 26. Oktober 1819 in Lemberg; † 19. Dezember 1858 in Wien) war eine österreichische Schriftstellerin.

## Leben
Von Arbter schrieb schon in jungen Jahren Gedichte. Anlässlich des Geburtstages von Kaiser Franz I. schrieb sie das Festspiel Oestreichs Doppeladler, das 1834 in Lemberg aufgeführt wurde. Im folgenden Jahr erschien ihre Gedichtsammlung Lenzblüthen, die sie König Ludwig von Bayern widmete. Von Arbters Vater starb 1836. Im selben Jahr siedelte sie mit ihrer Mutter nach Wien über und schrieb dort für Zeitschriften und Journale wie den Humoristen Novellen und Erzählungen. Es entstanden Werke wie Hotel Chiaja, Windsorcastle, Die Rose von Innisfallen und Der Rautenkranz am Comosee. Nebenbei studierte sie Medizin, da die Ärzte sie nicht von einer chronischen Krankheit heilen konnten. Sie starb im Alter von 39 Jahren in Wien.

## Werke
- Oestreichs Doppeladler. Festspiel. Leykam, Grätz 1834.
- Lenzblüthen. Gedichte. Von Emmy von Arbter. Grätz, Damian & Sorge 1835.
- Im Schacht Gefundenes. Eine Sammlung Gedichte. Heraufgetragen und zum Besten der durch Wassersnoth hart betroffenen Bewohner des Kreises Grünberg i. S. Weiß, Grünberg 1854. (Digitalisat)